# Troxerutin
Troxerutin là một flavonol, một loại flavonoid, có nguồn gốc từ rutin. Nó chính xác hơn là một hydroxyethylrutoside. Nó có thể được phân lập từ cây Sophora japonica, cây chùa Nhật Bản.
Nó được sử dụng như một thuốc vận mạch.
Troxerutin đã được chứng minh trên chuột để đảo ngược tình trạng kháng insulin của CNS và làm giảm các loại oxy phản ứng gây ra bởi chế độ ăn nhiều cholesterol.